# Parmops
Parmops es un género de peces de la familia Anomalopidae, del orden Beryciformes. Este género marino fue descrito científicamente en 1991 por Richard Heinrich Rosenblatt y G. David Johnson.

## Especies
Especies reconocidas del género:
- Parmops coruscans Rosenblatt & G. D. Johnson, 1991
- Parmops echinatus G. D. Johnson, Seeto & Rosenblatt, 2001